# 南蛮美術

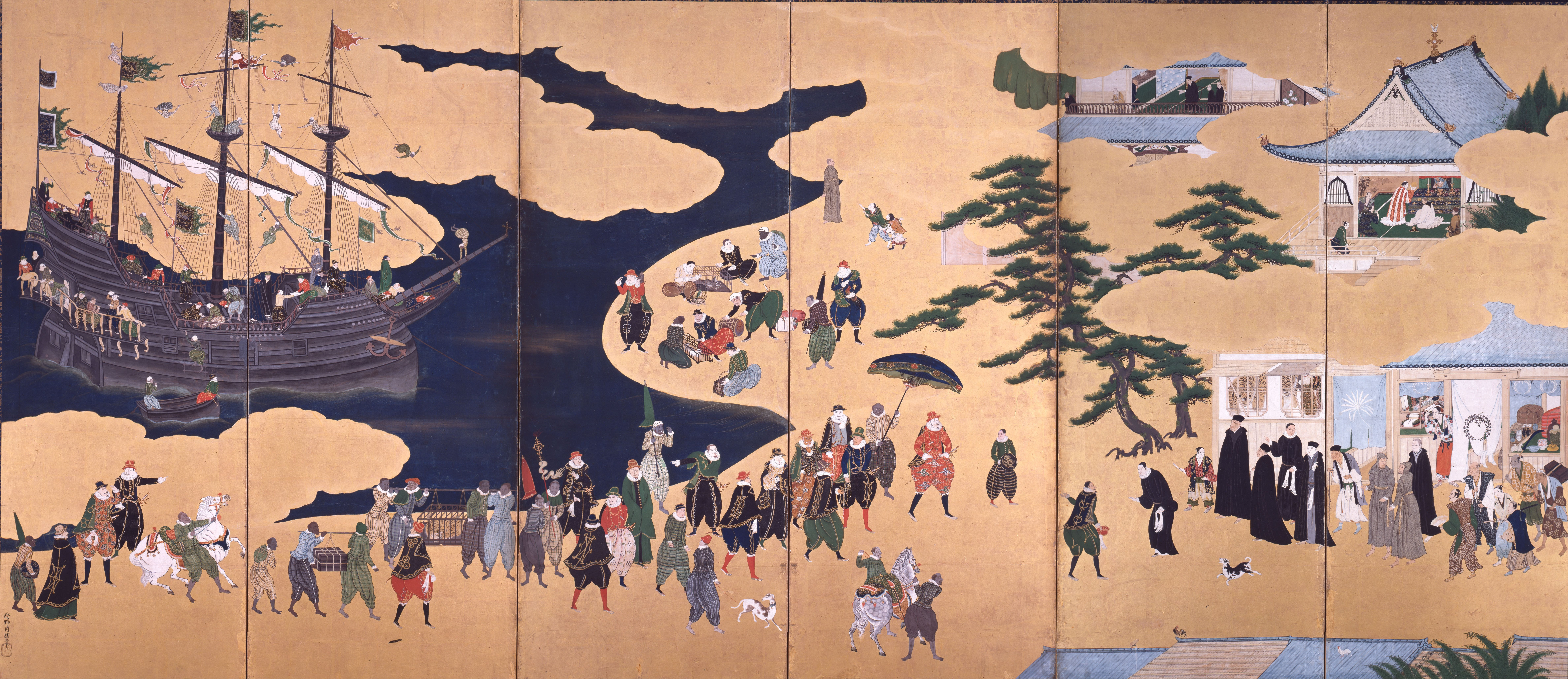
狩野内膳画南蛮屏風（右隻、重要文化財）1570-1616年、神戸市立博物館

南蛮美術（なんばんびじゅつ）は、安土桃山時代から江戸時代初期にかけて流行した南蛮貿易を題材にした美術や、南蛮文化（西ヨーロッパの文化）の影響を受けて成立した美術のこと。

## 概要

イエズス会の求めに応じて製作され輸出された花鳥蒔絵螺鈿聖龕。16世紀安土桃山時代。九州国立博物館

日本に来航する南蛮人や南蛮船を描いた南蛮貿易を題材にした南蛮屏風が多数が制作され、現在では世界で90点以上の存在が確認されている。またイエズス会によって遠近法などの西洋画法が伝えられて日本人による洋風絵画が制作されたほか、イエズス会の求めに応じて日本の職人によって漆器、陶磁器、金銀細工などが作られ、特に教会で使用する調度品や櫃の漆器が欧州に輸出された。しかし江戸幕府の鎖国政策により南蛮美術は廃れ、その後の日本美術史に影響を与えることはほとんどなかった。

## 主な作品

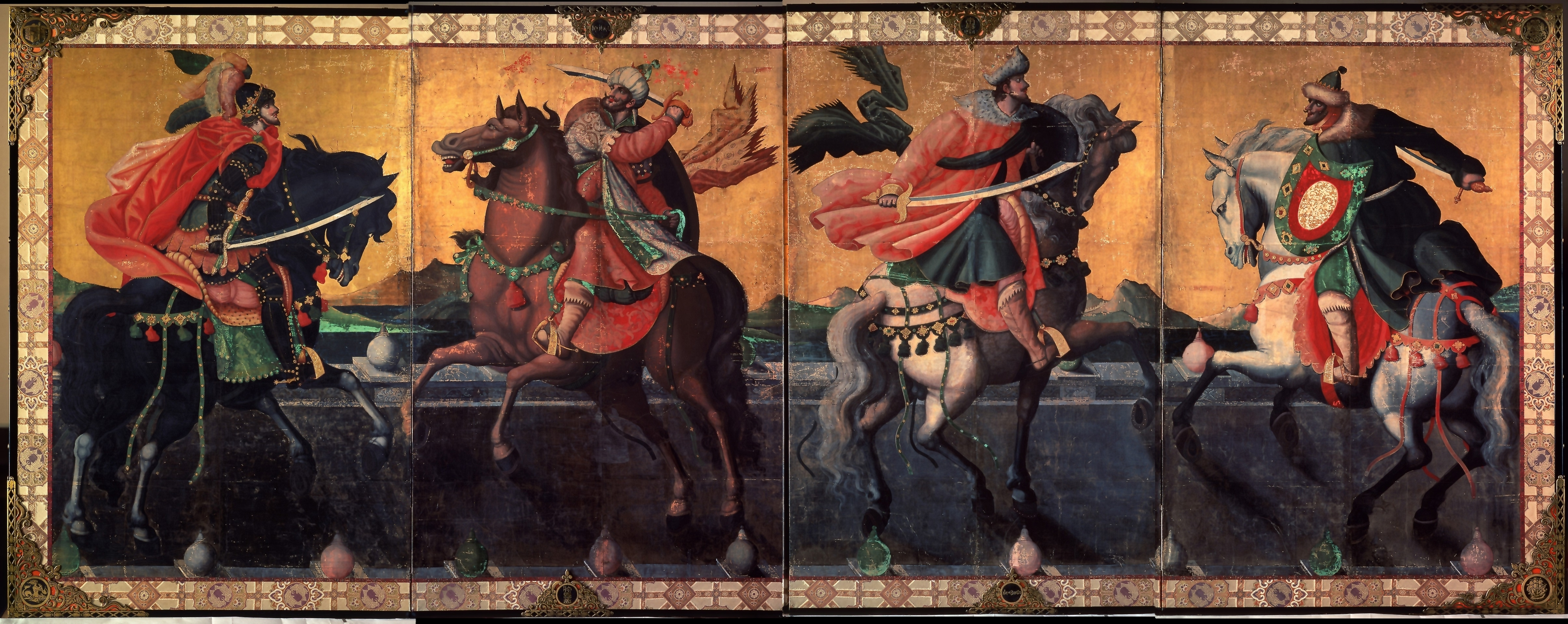
泰西王侯騎馬図（重要文化財）、1611-1614年、神戸市立博物館

- 二十八都市万国絵図屏風　宮内庁三の丸尚蔵館蔵
- 泰西王侯騎馬図屏風（重要文化財）サントリー美術館、神戸市立博物館（分蔵）
- 南蛮屏風（狩野内膳、重要文化財）神戸市立博物館
- 四都図世界図屏風（重要文化財）神戸市立博物館
- 十二都市図世界図屏風（重要文化財）南蛮文化館
- レパント戦闘図屏風　香雪美術館
- 西欧王侯図押絵貼屏風　ボストン美術館蔵

## 主な収蔵先
- 神戸市立博物館
- 三の丸尚蔵館
- サントリー美術館